# 衣笠

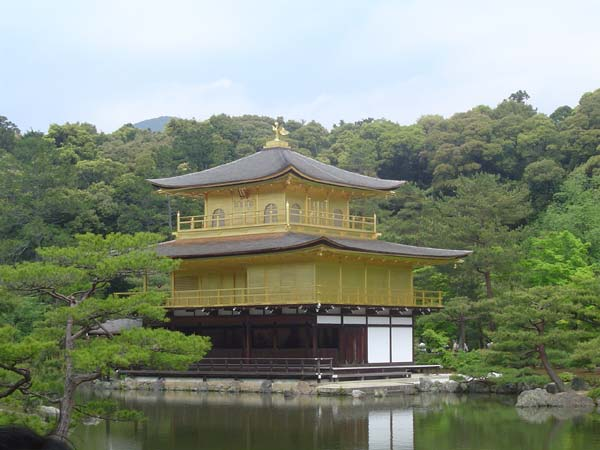
金閣寺

衣笠（日语：／）是位於日本京都府京都市北區的一個地名，其範圍包括了等持院及小松原、平野、北野、大北山全域及其部分地區。舊葛野郡衣笠村在1918年（大正7年）編入京都市內，當時是上京區的一部分。1955年（昭和30年），京都市調整行政區劃，自上京区中分出北區。之後衣笠被劃入北區。
衣笠地區內有鹿苑寺（金閣寺）和等持院等名刹，賞櫻名所平野神社、 五山送火會場之一的左大文字山）、供奉農耕和安產之神的 敷地神社等名勝，是京都市內重要的觀光地區。立命館大学衣笠校區等文教設施也位於這裡，因此衣笠和左京區北白川並為京都重要的學生街。值得一提的是，衣笠境內的等持院是日本電影的發祥地。

## 外部連結
- 3 衣笠界隈 （页面存档备份，存于）（おすすめエリア） - 京都市北区 歩くマップ（京都市北区役所）